# Confucianisme et taoïsme
 (décembre 2018).
Si vous disposez d'ouvrages ou d'articles de référence ou si vous connaissez des sites web de qualité traitant du thème abordé ici, merci de compléter l'article en donnant les références utiles à sa vérifiabilité et en les liant à la section « Notes et références ».
Confucianisme et Taoïsme (Konfuzianismus und Taoismus) est un ouvrage de Max Weber paru en 1916. 
Confucianisme et Taoïsme est sans doute en importance le deuxième ouvrage de Weber en sociologie de la religion après L'Éthique protestante et l'esprit du capitalisme. Weber s'est intéressé aux aspects de la société chinoise qui différaient de la société occidentale et tout particulièrement du puritanisme, cherchant à comprendre pourquoi le capitalisme ne s'était pas développé en Chine. Dans Les Cent Écoles de pensée de la période des Royaumes combattants, il fait surtout porter son attention sur la période de l'histoire chinoise où confucianisme et taoïsme sont apparus.
Vers -200, la Chine, d'une fédération d'États féodaux aux liens distendus, devint un empire unifié. Comme en Europe, les grandes villes chinoises avaient d'abord été des forts où le lieu de résidence de chefs politiques, et le commerce et l'artisanat se concentraient. Cependant, elles ne reçurent jamais l'autonomie politique et leurs habitants n'obtinrent pas de droits politiques ou de privilèges spécifiques. Cela est sans doute dû au poids des liens de parenté, qui découlait des croyances religieuses dans les esprits ancestraux. Weber fait aussi remarquer que les associations de marchands entraient en concurrence pour obtenir les faveurs de l'empereur, mais ne s'unissaient jamais pour obtenir des lois plus favorables. De fait, la population urbaine chinoise ne constitua jamais une classe au statut distinct comme cela fut la plupart du temps le cas dans les villes européennes.
L'unification précoce de l'État et l'établissement d'un corps de fonctionnaires centralisé impliquait que la lutte pour le pouvoir dépende essentiellement des distributions de terres et de charges par le souverain : les charges étaient la principale source de revenus de leurs détenteurs, qui en tiraient jusqu'à 50 % de leurs revenus. Le gouvernement impérial reposait sur les services de ces fonctionnaires titulaires de charges, et non sur ceux de soldats (chevaliers) comme en Europe.
Weber insiste sur le fait que le confucianisme tolérait un grand nombre de cultes populaires sans s'efforcer de les intégrer dans le cadre d'une doctrine religieuse unique. Au lieu de la spéculation métaphysique, le confucianisme encourage l'adaptation au monde. L'homme « supérieur », au sens littéral du terme, est celui qui parvient à s'écarter de la recherche des richesses terrestres (et non des richesses elles-mêmes). De fait, les fonctionnaires étaient l'objet d'une considération plus grande que les commerçants.